# Saccoloma papillosum
Saccoloma papillosum là một loài dương xỉ trong họ Saccolomataceae. Loài này được Mett. mô tả khoa học đầu tiên năm 1861.
Danh pháp khoa học của loài này chưa được làm sáng tỏ. 